# Alexis Ayala
Alexis Ayala (San Francisco, 1965. augusztus 9. –) amerikai–mexikói színész.

## Élete és pályafutása
Alexis Ayala 1965. augusztus 9-én született San Franciscóban. Első szerepét a Cuando llega el amorban játszotta. 2004-ben az Amarte es mi pecado című telenovellában Leonardo szerepét játszotta. 2008-ban a Juro que te amo című telenovellában megkapta Justino szerepét.

## Filmográfia

### Telenovellák
- Mujeres de negro (2016) .... Julio Zamora
- Corazón que miente (2016).... Padre Daniel Ferrer Bilbatúa
- A múlt árnyéka (La sombra del pasado) (2014) .... Severiano Mendoza
- Szerelem zálogba (Lo que la vida me robó) (2013) .... Ezequiel Basurto
- Bűnös vágyak (Abismo de pasión) (2012) .... Dr. Edmundo Tovar
- Llena de amor (2010-2011) .... Lorenzo Porta-López
- Juro que te amo (2008-2009) .... Justino Fregoso
- Yo amo a Juan Querendón (2007-2008) .... César Luis Farell / Sandro Arenas
- Barrera de amor (2005-2006) .... Federico Valladolid Gómez
- A vadmacska új élete (Contra viento y marea) (2005) .... Ricardo Sandoval
- Amarte es mi pecado (2004) .... Leonardo Muñoz
- Así son ellas (2002-2003) .... Diego
- Atrévete a olvidarme (2001) .... Manuel Soto
- Carita de ángel (2000-2001) .... Leonardo Larios Renata
- Cuento de Navidad (1999-2000) .... Amigo del trabajo de Jaime
- Tres mujeres (1999-2000) .... Daniel
- Huracán (1997-1998) .... Raimundo
- Confidente de secundaria (1996) .... Quico
- Agujetas de color de rosa (1994-1995) .... Julián Ledezma
- Los parientes pobres (1993) .... Bernardo Ávila
- Baila conmigo (1992) .... Tomas De La Reguera
- Cadenas de amargura (1991) .... Víctor
- La pícara soñadora (1991) .... Carlos Pérez
- En carne propia (1990-1991) .... Alejandro Tamaris
- Mi pequeña Soledad (1990) .... Coque
- Cuando llega el amor (1989-1990)